# Procópio de Citópolis
Procópio de Citópolis (m. 303) foi um santo. Era filho de Santa Teodósia, uma mártir cristã, e nasceu em Citópolis (Palestina). Lá foi ordenado sacerdote e foi um dos primeiros mártires durante a perseguição de Diocleciano. É comemorado a 8 de Julho.

## Biografia
Foi uma das primeiras vitimas do imperador romano Diocleciano, feroz perseguidor dos cristãos na Palestina. O historiador Eusébio de Cesareia na História Eclesiástica conta como Procópio sofreu o seu martírio:
| “ | O primeiro dos mártires da Palestina foi Procopius, um homem cheio da graça divina que desde sua adolescência se devotou à castidade e à prática das virtudes e da humildade ... Ele vivia apenas com pão e água e somente comia a cada três dias e as vezes prolongava seu jejum por uma semana inteira. ... Enviado com seus companheiros para a Cesareia Palestina... | ” |

O motivo foi ter ultrapassado os portões da cidade, desrespeitando as leis romanas vigentes na época, que proibiam o acesso de cristãos em Jerusalém. Foi preso e julgado sumariamente pelo juiz local, um tal Flaviano, pois acreditava piamente em sua fé e dogmas cristãos e recusou-se a fazer oferendas, mesmo ao imperador. Condenado, foi decapitado, sendo o primeiro mártir executado em Cesareia.
Notoriamente, sua conversão é similar à de São Paulo. Quando estava preso converteu seus guardas e na presença dos juízes deixou-os boquiabertos com sua notável sabedoria e suas citações de Platão, Aristóteles, Galeno , Homero e Sócrates, o que não impediu a sua morte.

### Outra tradição
Popularmente, era originalmente chamado de Neanias. Nasceu em Jerusalém e foi feito Duque de Alexandria por Diocleciano que o enviou para combater os cristãos na Alexandria. A caminho, teve uma visão similar à de São Paulo, tornando-se cristão. Acorrentado, foi levado de volta para Cesareia, onde o governador Ulcião mandou torturá-lo. Com a morte repentina de Ulcião, sucedeu-o Flaviano, sob o qual, mesmo sob tortura e rica argumentação, acabou sendo executado.